# طالب بن علی
طالب بن علی از فرزندان امام چهارم شیعیان سجاد است که در حال بازگشت از شهر سبزوار در ولایت و حاکمیت ری کشته شده است.

## آرامگاه
قبر وی در جاده تهران مشهد و در روستای خسروی شهرستان پاکدشت از توابع استان تهران واقع گردیده است.
بنای مقبره طالب در سال ۱۳۷۷ با همت اداره اوقاف پاکدشت تجدید بنا گردیده است. این امامزاده در فهرست بناهای میراث فرهنگی به ثبت رسیده است.